# Comuna Trohîmivka, Ivanivka
Trohîmivka (în ucraineană Трохимівка) este o comună în raionul Ivanivka, regiunea Herson, Ucraina, formată din satele Kirove, Novodmîtrivka Perșa, Trohîmivka (reședința) și Zaharivka.

## Demografie
Componența lingvistică a comunei Trohîmivka
     Ucraineană (95,48%)
     Rusă (3,69%)
     Alte limbi (0,64%)
Conform recensământului din 2001, majoritatea populației comunei Trohîmivka era vorbitoare de ucraineană (95,48%), existând în minoritate și vorbitori de rusă (3,69%).